# 834
Cette page concerne l'année 834  du calendrier julien.
L'année 834 est une année commune qui commence un jeudi.

## Événements
- 6 janvier : Louis de Bavière envoie une ambassade à Lothaire après l'Épiphanie qui fait comprendre à Louis le Pieux qu'il est soutenu par ses fils cadets. Durant l'hiver, Pépin d'Aquitaine et Louis de Bavière rassemblent leurs forces contre Lothaire pour délivrer leur père[1].
- Février : en Neustrie, le comte Eggebard et le connétable Guillaume rassemblent une armée qui menace Paris. Guérin de Mâcon et Bernard de Septimanie se battent en Bourgogne en faveur de Louis le Pieux. Lothaire quitte Aix-la-Chapelle pour rassembler ses troupes à Saint-Denis. À l'annonce de l'arrivée des forces du roi de Bavière, il se retire[1].
- 28 février : Lothaire en fuite à travers la Bourgogne atteint Vienne en Dauphiné.
- 7 mars : les évêques de l'empire carolingien, réunis à Saint-Denis annulent la procédure de destitution de Louis le Débonnaire[2].
- 15 mars[3] : assemblée générale de Quierzy. Louis le Débonnaire réforme imprudemment ses troupes et part pour Aix-la-Chapelle[1].
- Avril : conflit entre les Pictes et les Scots. Le roi scot Álpin II de Dalriada, d'abord victorieux, est battu et décapité dans un autre combat le 20 juillet[4].
- 15 mai : Louis le Pieux recommence à signer ses diplômes[2]. Ses demi-frères, fils illégitimes de Charlemagne, accèdent aux plus hauts postes : Hugues l'Abbé devient archichancelier (entre le 15 mai et le 3 juillet) ; Drogon de Metz obtient le titre d'archichapelain vers la même époque[5].
- Juin : les comtes Matfrid et Lambert de Nantes, partisans de Lothaire, sont victorieux des Neustriens. Eudes d'Orléans, Guillaume, comte de Blois et le chancelier Théoton sont tués[6].
- Été :
  - Lothaire assiège Chalon-sur-Saône défendue par Guérin, met la ville à sac qui est incendiée. Gaucelm de Roussillon est décapité et sa sœur Gerberge noyée dans la Saône. Guérin change de camp. Lothaire marche ensuite sur Orléans, puis fait sa jonction avec Matfrid et Lambert dans les environs de Laval[1].
  - Les Vikings danois envahissent la Frise et se retirent après pillage. Ils pillent Dorestad (Duurstede) et Utrecht chaque année entre 834 et 837[7].
- Août - septembre : Louis le Pieux convoque le heerban des Francs à Langres. Il réunit une armée considérable qui prend la route de Troyes et marche contre Lothaire qui campe dans le Chartrain. Après quatre jours de négociations inutiles, Lothaire se replie sur Blois, poursuivi par l'empereur et Pépin qui l'a rejoint. Après avoir reçu à Chouzy les envoyés de son père, Lothaire se soumet avec la promesse de se retirer en Italie. Il amène avec lui de nombreux fidèles : Matfrid et Lambert, Hugues, son beau-père, Wala, Bernard, évêque de Vienne, Agobard, archevêque de Lyon[1]… Arrivé en Italie, Lothaire confisque des biens ecclésiastiques pour les leur distribuer comme fief.
- 20 août : une attaque des Vikings contre Noirmoutier est repoussée[8].
- 11 novembre : Louis le Pieux réunit un plaid général à Attigny qui délibère pour réparer les désordres de la guerre.

- Raz-de-marée attesté par les Annales de Xanten, sans doute dans la région du delta du Rhin[9].

## Naissances en 834
- Gozlin, futur évêque de Paris.

## Décès en 834
- Juin : Eudes d'Orléans (°v. 790), comte d'Orléans à partir de 821.
- 20 juillet : Álpin II de Dalriada, roi des Scots[4].

- Oengus II, roi des Pictes et des Scots (Dal Riada).
- Robert III de Hesbaye, comte de l'Oberrheingau et de Wormsgau.